# Conferencia Europea de Aviación Civil
La Conferencia Europea de Aviación Civil, CEAC, (en inglés European Civil Aviation Conference, ECAC) es un organismo internacional creado en 1954, cuyo principal objetivo es el de promover un desarrollo continuo, seguro, eficiente y sostenible del sistema de transporte europeo. Se creó para estrechar lazos entre las Naciones Unidas, la Organización de Aviación Civil Internacional, el Consejo de Europa, Eurocontrol y las instituciones de la Unión Europea, como la Comisión Europea a través de la EASA (antigua JAA). 
Tras varios proyectos iniciales, el Comité de Ministros del Consejo de Europa convocó una Conferencia para la coordinación del transporte aéreo en Europa (Estrasburgo, abril/mayo 1954), en la que participaron 19 Estados, entre ellos España. La Conferencia, en su Resolución 28 propuso la creación de un organismo, con carácter permanente, que se ocupara del desarrollo del transporte aéreo y, en general de la Aviación Civil europea. Por lo demás, la Conferencia fue una repetición de la pugna entre posturas liberales (Estados escandinavos) y proteccionistas (Estados mediterráneos) en cuanto a concesión de libertades del aire, terminando con una solución de compromiso, con mayor tendencia proteccionista que remitía a acuerdos bilaterales.
La primera reunión del nuevo organismo, llamado Comisión Europea de Aviación Civil (CEAC) tuvo lugar en París (29 de noviembre - 16 de diciembre de 1955) donde se estableció su organización permanente, siguiendo pautas similares a OACI, pero teniendo especial cuidado en no duplicar los trabajos de aquella. El número de Estados miembros ha ido ampliándose poco a poco, siendo actualmente de 44, entre los que se cuentan casi todos los países europeos excepto algunos de los pertenecientes a la Confederación de Estados Independientes (CEI), antigua Unión Soviética.
Al igual que OACI, la CEAC emite recomendaciones normativas que cada Estado debe posteriormente introducir en su legislación nacional a fin de ponerlas en vigor. Celebra reuniones plenarias cada tres años y mantiene relación permanente con los departamentos correspondientes de la Unión Europea.

## Principales acuerdos de la CEAC

### Paris, 30 de abril de 1956
Acuerdo multilateral liberalizando los derechos comerciales de los servicios aéreos no regulares (conocidos como vuelos chárter), definidos como aquellos en los que toda la capacidad de la aeronave se arrienda a un solo comprador. Esta resolución fue de gran importancia puesto que facilitó la creación de grandes flujos turísticos norte-sur que, hoy en día, suponen más de la mitad del transporte aéreo intraeuropeo, aunque con la entrada en vigor del Mercado Único en 1993 y la liberalización subsiguiente, ha perdido mucha de su relevancia.

### París, 22 de abril de 1960
Acuerdo multilateral relativo a los certificados de aeronavegabilidad de aeronaves importadas, regulando la convalidación en Europa de estos certificados.

### Creación de la JAA en 1970
El desarrollo de estudios para unificar los requisitos de certificación de aeronaves condujo a la creación de la JAA (Joint Aviation Authorities), agrupación de las Autoridades de Aviación Civil de los Estados europeos, como organismo asociado a CEAC en temas de seguridad.

## Miembros
- Albania
- Alemania
- Armenia
- Austria
- Azerbaiyán
- Bélgica
- Bosnia y Herzegovina
- Bulgaria
- Chipre
- Croacia
- Dinamarca
- Eslovaquia
- Eslovenia
- España
- Estonia
- Finlandia
- Francia
- Georgia
- Grecia
- Hungría
- Irlanda
- Islandia
- Italia
- Letonia
- Lituania
- Luxemburgo
- Macedonia del Norte
- Malta
- Moldavia
- Mónaco
- Montenegro
- Noruega
- Países Bajos
- Polonia
- Portugal
- Reino Unido
- República Checa
- Rumania
- San Marino
- Serbia
- Suecia
- Suiza
- Turquía
- Ucrania